# Vitricythara
Vitricythara is een geslacht van weekdieren uit de klasse van de Gastropoda (slakken).

## Soort
- Vitricythara metria (Dall, 1903)